# Хоа Бињ (покрајина)
Хоа Бињ (виј. Hòa Bình) је једна од 58 покрајина Вијетнама. Налази се у региону Северозапад (Вијетнам). Заузима површину од 4.684,2 km². Према попису становништва из 2009. у покрајини је живело 785.217 становника. Главни град је Hòa Bình.